# Femi Peters
Ingram Reginald Femi Peters (* um 1946 in Bathurst; † 20. Januar 2018 in Freetown) war gambischer Politiker und Wahlkampfleiter der United Democratic Party (UDP), die er mit gegründet hatte.

## Leben
| Parlamentswahl | Stimmen | Stimmanteil |
| -------------- | ------- | ----------- |
| 1987           | 703     | 24,02 %     |

Peters trat bei den Parlamentswahlen 1987 als Kandidat der Gambian People’s Party (GPP) an, er unterlag aber gegen den Gegenkandidaten Ebrima A.B. ("Presseh") N’Jie von der People’s Progressive Party (PPP) und Kebba W. Foon von der United Party (UP).
Als Kandidat der UDP im Januar 2008 bei den Kommunalwahlen in Gambia trat Peters zur Wahl an, er unterlag Samba Faal, dem Kandidaten der Alliance for Patriotic Reorientation and Construction (APRC), der zum Bürgermeister von Banjul gewählt worden ist.
Während einer friedlichen Demonstration am 25. Oktober 2009 in Serekunda wurde Peters verhaftet und wurde am 1. April 2010 zu einer einjährigen Haftstrafe und Geldbuße verurteilt. Ihm wurde angelastet, die „Organisation einer Demonstration sowie der Benutzung von Lautsprechern in der Öffentlichkeit ohne offizielle Genehmigung“ durchgeführt zu haben. Die Amnesty International hatte die Freilassung Peters’ gefordert, den sie als einen politischen Gefangenen eingestuft hatten. Nach der Ansicht der ai entsprach der Prozess gegen Peters, der von Ousainou Darboe verteidigt wurde, nicht einem fairen Gerichtsverfahren und stützte sich im Wesentlichen auf die Aussagen von vier hochrangige Polizeibeamte als Belastungszeugen.
Der 64-jährige Peters wurde am 10. Dezember 2010 vorzeitig, ohne nähere Begründung, aus der Haft in Mile 2 entlassen.
In der Regierung Adama Barrow I wurde Peters Mitte 2017 als gambischer Botschafter nach Sierra Leone entsendet. Er starb am 20. Januar 2018 in Freetown.